# Eustach III. z Boulogne
Eustach III. (před 1060 – po 1125) byl hrabětem z Boulogne, nástupcem hraběte Eustacha II. Bojoval již v bitvě u Hastingsu roku 1066 na straně normandského vévody Viléma Bastarda. Když v bitvě bratr krále Harolda Gyrth Godwinson zabil Vilémova koně, dal mu Eustach svého vlastního.

## Život
Roku 1087 se, po smrti svého otce, Eustach III. stal hrabětem z Boulogne. Roku 1093 vyhlásil v Clermontu papež Urban II. první křížovou výpravu za osvobození Jeruzaléma, Eustach se, spolu se svými bratry Godefroiem a Balduinem přihlásil. Na rozdíl od svých bratrů se nepřipojil s opravdovým zápalem, protože se na Východě nemínil usadit na vlastním dobytém panství. Přidal se pouze z důvodu své politické prestiže a s ohledem na veřejné mínění. Podrobil se proto velení svého bratra Godefroie a do dějin výpravy se nijak výrazně nezapsal. Účastnil se dobytí Antiochie (1098) i Jeruzaléma (1099). Po dobytí Jeruzaléma a završení výpravy měl v úmyslu vrátit se zpět do Evropy. V srpnu 1099 pobýval v Nábulu, když jeho bratr Godefroi z Bouillonu, který byl křižáckými velmoži zvolen vládcem Jeruzaléma, volal zpět všechny rytíře na pomoc před obrovskou fátimovskou armádou, která postupovala znovudobýt Jeruzalém. Eustach, spolu s normanským válečníkem Tankredem, okamžitě vyrazil zpět na jih. Po cestě se Eustachovi s Tankredem podařilo zajmout několik egyptských špehů, ze kterých mučením získali informace, že velitel armády, vezír al-Afdal, vůbec nepředpokládal, že by křižáci mohli vytáhnout proti němu a zaútočit proti egyptské přesile. Vezír se utábořil u Askalonu a čekal na egyptskou flotilu, která ho měla podporovat. Eustach a Tankred dorazili do Ramlehu, kde se spojili s dalšími křižáckými vojsky a překvapivým útokem se jim egyptskou armádu podařilo rozprášit.
Po této bitvě se zpět domů vrátili hrabě Robert Flanderský a vévoda Robert z Normandie. Godefroiovi v Jeruzalémě tak zbyl jen jeho bratr Eustach a Tankred. Nedlouho poté se však již i Eustach vrátil do Francie, aby spravoval své panství. Oženil se s Marií, dcerou skotského krále Malcolma III. Eustach a Marie spolu měli dceru, Matildu z Boulogne.
Když roku 1118 zemřel v Jeruzalémě jeho mladší bratr Balduin, který po smrti Godefroie roku 1100 se stal jeruzalémským králem, byl jeruzalémský trůn nabídnut Eustachovi, jakožto nejbližšímu královu příbuznému (Balduin neměl syna). Eustach se skutečně vydal na Blízký východ, aby převzal dědictví, ale když dojel až do Apulie, zjistil, že jeho bratranec Balduin Le Bourg, hrabě z Edessy se zatím v Jeruzalémě nechal korunovat králem. Eustach se proto vrátil zpět do Boulogne a roku 1125 zemřel. Hrabství Boulogne poté zdědila jeho dcera Matilda a její manžel Štěpán z Blois, pozdější anglický král.